# مسرشمیت ام‌ایی ۳۲۱
مسرشمیت ام‌ئی ۳۲۱ (به انگلیسی: Messerschmitt Me 321) یک هواگرد ساختِ کارخانهٔ مسرشمیت در کشور آلمان است. نخستین استفاده‌کنندهٔ این هواپیما نیروی هوایی آلمان نازی بوده‌است. این هواگرد برای نخستین بار در ۲۵ فوریه ۱۹۴۱ میلادی مورد استفاده قرار گرفت.